# Rio Pelotas
Rio Pelotas är ett vattendrag i Brasilien. Det ligger i den södra delen av landet, 1 400 km söder om huvudstaden Brasília.
I omgivningarna runt Rio Pelotas växer huvudsakligen savannskog. Runt Rio Pelotas är det ganska glesbefolkat, med 24 invånare per kvadratkilometer.